# Magness, Arkansas
Magness là một thị trấn thuộc quận Independence, tiểu bang Arkansas, Hoa Kỳ. Năm 2010, dân số của thị trấn này là 202 người.

## Dân số
- Dân số năm 2000: 191 người.
- Dân số năm 2010: 202 người.